# 大谷高寛
大谷 高寛（おおたに たかひろ、1849年12月3日（嘉永2年10月19日） - 1923年（大正12年）10月12日）は、日本の政治家。衆議院議員（1期）。

## 経歴
熊本県出身。漢学を学ぶ。里正、町山口村(のち本渡町→本渡市→天草市)戸長、熊本県会議員、同常置委員、同参事会員、同副議長、同議長、関東州水産組合長、九州汽船(株)常務取締役、同社長となる。
1917年の第13回衆議院議員総選挙において熊本県郡部から憲政会公認で立候補したが次点で落選した。翌1918年に繰上当選した。衆議院議員を1期務め、1920年の第14回衆議院議員総選挙には立候補しなかった。1923年死去。